# 吉布森縣 (田納西州)
吉布森县（英語：Gibson County）是位於美国田纳西州西部的一個縣，面積1,563平方公里。根據2020年美國人口普查，共有人口50,429人。縣治特倫頓（Trenton）。該縣成立於1823年10月21日，縣政府成立於1824年1月5日；縣名紀念田納西民兵中尉、安德鲁·杰克逊征討纳奇兹人時任少校的約翰·H·吉布森（John H. Gibson）。。